# ديفيد ميسينا (صحفي)
ديفيد ميسينا (7 فبراير 1932 - 4 مايو 2024)، هو صحفي ومُقدم برامج تلفزيونية ومُعلق رياضي ومؤلف إيطالي.
توفي ميسينا في مدينة ميلانو في 4 مايو 2024 عن عمر ناهز الثانية والتسعين.